# 侯家塘站
侯家塘站位于中华人民共和国湖南省长沙市天心区劳动西路地下，是长沙地铁1号线与3号线的地铁换乘站，西北至东南向布置，地下三层岛式叠式月台结构，负一层共用站厅，负二层1号线月台，负三层3号线月台，两线分别于2016年6月28日和2020年6月28日开通。

## 车站结构

### 车站楼层
| 地下 一层 | 站厅层                              | 站厅、售票机、客服中心、出入口       |  |
| 地下 二层 |                                     | 1号线列车往金盆丘 （下一站：南门口） |  |
| 地下 二层 | 岛式月台，左边车门将会开启          |                                      |  |
| 地下 二层 | 1号线列车往尚双塘（下一站：南湖路） |                                      |  |
| 地下 三层 |                                     | 3号线列车往山塘（下一站：灵官渡）    |  |
| 地下 三层 | 岛式月台，左边车门将会开启          |                                      |  |
| 地下 三层 | 3号线列车往广生（下一站：东塘）     |                                      |  |

### 站厅布局
非付费区在两端，被中间的付费区完全隔断，但可以通过与车站相邻的地下商业街连通；四个出入口分别位于站厅四个角，除2号口为预留口外，其余均已启用。

### 换乘
本站为长沙地铁首个叠岛式换乘站。月台两端各有一对手扶梯、中部一对螺旋梯连接两线的同时，站厅付费区升降电梯亦连通两线。

### 车站出口
| 出口编号                              | 照片 | 无障碍设施 | 通往道路 | 可到达目的地 | 备注 |
| ------------------------------------- | ---- | ---------- | -------- | ------------ | ---- |
| 出口 · 1L · 扶手电梯标志              |      | 不適用     |          |              |      |
| 出口 · 2L · 扶手电梯标志              |      | 不適用     |          |              |      |
| 出口 · 3L · 升降机标志 · 扶手电梯标志 |      |            |          |              |      |
| 出口 · 4L · 扶手电梯标志              |      | 不適用     |          |              |      |
| 註： 設有 \| 設有扶手電梯             |      |            |          |              |      |

## 车站周边
- 贺龙体育馆
- 摩天轮
- 中国光大银行
- 中国建设银行
- 雅礼中学